# 卡謝烏
卡謝烏是西非國家幾內亞比紹的城市，也是卡謝烏區的首府，位於卡謝烏河口處，曾是葡屬畿內亞的首府，建城於1588年，是葡萄牙人在幾內亞定居的第一個地方，2008年人口9,849。
12°16′N 16°10′W / 12.267°N 16.167°W